# Łukasz Żal
Łukasz Żal (Koszalin, 24 de junho de 1981) é um diretor de fotografia polonês. Foi indicado ao Oscar de melhor fotografia na edição de 2015 pelo trabalho na obra Ida, ao lado de Ryszard Lenczewski.

## Filmografia
- Ida (2014)
- Efterskalv (2015)

## Prêmios e indicações
- Venceu: Cinema Europeu de melhor diretor de fotografia - Ida (2014)
- Indicado: Oscar de melhor fotografia - Ida (2014)
- Indicado : Oscar de melhor fotografia - Guerra Fria (2018)